# Virson
Virson là một xã trong tỉnh Charente-Maritime tổng Aigrefeuille-d'Aunis of the Charente-Maritime trong vùng Nouvelle-Aquitaine, tây nam nước Pháp. Xã Virson nằm ở khu vực có độ cao trung bình 20 mét trên mực nước biển. Đại Tây Dương nằm ở phía tây.

## Lịch sử biến động dân số
| Năm  | Dân số | Mật độ | Phần trăm của tổng |
| ---- | ------ | ------ | ------------------ |
| 1962 | 274    | -      | -                  |
| 1968 | 292    | -      | -                  |
| 1975 | 285    | -      | -                  |
| 1982 | 363    | -      | -                  |
| 1990 | 387    | -      | -                  |
| 1999 | 435    | 43/km² | 4.24%              |